# Nuphar microphylla
Nuphar microphylla là một loài thực vật có hoa trong họ Nymphaeaceae. Loài này được (Pers.) Fernald miêu tả khoa học đầu tiên năm 1919.